# اریش پومر
اریش پومر (آلمانی: Erich Pommer؛ زادهٔ ۲۰ ژوئن ۱۸۹۵ - مرگ ۸ مه ۱۹۶۶) تهیه‌کننده یهودی‌تبار اهل آلمان بود.
وی پرنفوذترین فرد در صنعت فیلم‌سازی آلمان و اروپا در دهه‌های ۱۹۲۰ و ۱۹۳۰ میلادی محسوب می‌شد. او همچنین، یکی از افراد تأثیرگذار در جنبش اکسپرسیونیسم در سینمای آلمان در دوران صامت بود.
اریش پومر رئیس کمپانی فیلم‌سازی «دِکلاً» و «دِکلاً-بیوسکوپ» و از سال ۱۹۲۴ تا ۱۹۲۶ رئیس کمپانی فیلم‌سازی «او.اف. آ» بود و باعث ساخته شدنِ برخی از مهترین فیلم‌های آن دوران در جمهوری وایمار همچون مطب دکتر کالیگاری، دکتر مابوزه، نیبه‌لونگ‌ها، میکائیل، تحقیرشده‌ترین مرد، تارتوف، فاوست، متروپلیس، فرشته آبی و انگلستان در آتش شد.
اریش پومر در دوران جنگ جهانی دوم، به آمریکا تبعید شد و پس از جنگ، دوباره به آلمان بازگشت.